# Neukopffüßer
Die Neukopffüßer (Neocephalopoda) sind eine artenreiche Gruppe der Kopffüßer (Cephalopoda), zu der auch die heutigen Tintenfische (Coleoidea) gehören, sowie die †Ammoniten (Ammonshörner, Ammonoidea), die †Bactriten (Bactritoidea) und einige Gruppen der †Geradhörner (Orthoceratoidea).
Die ersten sicheren Vertreter der Neukopffüßer kennt man aus dem Ordovizium. Von den ältesten Kopffüßern (aus dem Oberen Kambrium) sind keine Anfangsstadien der Gehäuse bekannt; d. h., dass man auch keine Hinweise zur Frühentwicklung hat. Diese werden aber „traditionell“ zu den Altkopffüßern gestellt; allerdings ohne wirkliche Belege. Sie wird als die Schwestergruppe der Altkopffüßer (Palcephalopoda) angesehen. Die Einteilung der Kopffüßer (Cephalopoda) in Altkopffüßer und Neukopffüßer reflektiert die Phylogenetik der heutigen Kopffüßer, bei denen die vielen Arten der innenschaligen Tintenfische (Coleoidea) den wenigen Arten der Perlboote (Gattungen Nautilus und Allonautilus) gegenüberstehen, d. h. Schwestergruppen darstellen. Der Einschluss der vielen fossilen Gruppen in diese beiden Gruppen würde das Konzept der Perlboote (Gattungen Nautilus und Allonautilus) und der Tintenfische (Coleoidea) völlig sprengen. Deshalb schlugen Lehmann & Hillmer (1980)
die Einteilung der Kopffüßer in Palcephalopoda („Nautilus/Allonautilus-Linie“ = Altkopffüßer) und Neocephalopoda („Coleoidea-Linie“ = Neukopffüßer) jeweils unter Einbeziehung der fossilen Gruppen vor. Der Einschluss der Ammoniten (Ammonoidea) in die Neukopffüßer durch U. Lehmann erfolgte auch durch die Funde von Resten der Raspelzunge (Radula) bei den Ammoniten. Sie weist 9 Elemente pro Querreihe auf und ist damit der Raspelzunge der Tintenfische ähnlich; im Gegensatz zur Raspelzunge der Perlboote, die 13 Elemente pro Querreihe aufweist.

## Charakterisierung
Die Neukopffüßer (Neocephalopoda) zeichnen sich durch eine im Vergleich zu den Altkopffüßern mäßig dotterreiche Entwicklung aus. Die Schlüpflinge sind bzw. waren in der Regel nur wenige Millimeter groß. Im Vergleich zu den meisten anderen Gruppen der Weichtiere (Mollusca) ist auch die Entwicklung der Neukopffüßer als dotterreich zu bezeichnen, und die individuelle Entwicklung ist direkt, also ohne Larvenstadium. Ein weiteres Kriterium der Neukopffüßer ist der Mineralisierungsmodus des noch im Ei gebildeten ersten Gehäuses. Das erste Gehäuse wird organisch angelegt und dann insgesamt mineralisiert. Das geschieht durch Einlagerung des Minerals Aragonit in Form von prismatischen Strukturen. Das weitere Wachstum des Gehäuses nach dem Schlüpfen aus der Eihülle erfolgt durch Zuwachs am vorderen Rand des Gehäuses. Dadurch hebt sich das Embryonalgehäuse durch leicht abweichende Färbung (bei guter Erhaltung) und das Fehlen von jeglichen Anwachsstreifen vom späteren Jugendgehäuse ab. Meist ist auch mehr oder weniger deutlich von der zweiten Kammer abgeschnürt. Der Siphonalstrang ist dünn und überwiegend organisch. Aus den Neukopffüßern haben sich jedoch mehrfach wieder Gruppen gebildet, die sekundär wiederum eine extrem dotterreiche Entwicklung entwickelt haben (beispielsweise Sepien, einige Tiefseeoctopoden, †Arionoceratidae). Spärliche Funde von Raspelzungen bei den Neukopffüßern deuten darauf hin, dass sie eine Raspelzunge mit 9 Elementen pro Querreihe besaßen (wie die Tintenfische). Ein älteres Synonym der Neocephalopoda ist Angusteradulata Lehmann, 1967.

## System
Die basale Kopffüßergruppe, die †Ellesmeroceratoidea, wird traditionell zu den Altkopffüßern gestellt. Es sind aber bisher noch keine intakten Anfangsstadien bekannt geworden, und die frühe individuelle Entwicklung dieser Gruppe ist daher unbekannt. Aufgrund der Entwicklungstendenz ist jedoch damit zu rechnen, dass die individuelle Entwicklung nur mäßig dotterreich war und diese Gruppe möglicherweise zu den Neukopffüßern zu rechnen ist. Die Neukopffüßer wären dann eine paraphyletische Gruppierung und Stadiengruppe.
- Altkopffüßer (Palcephalopoda)
- Neukopffüßer (Neocephalopoda)
  - †Bactriten (Bactritoidea) (Stammgruppe von Ammoniten und Tintenfische)
  - †Ammoniten (Ammonoidea)
  - Tintenfische (Coleoidea)
  - †Geradhörner (Orthoceratoidea) (Stammgruppe der Bactriten und der übrigen Gruppen)